# Nebendorf
Nebendorf (niedersorbisch Njabodojce) war ein Dorf in der Niederlausitz, welches auf dem heutigen Gebiet der Gemeinde Altdöbern im Landkreis Oberspreewald-Lausitz lag. Der Ort wurde in den Jahren 1975/76 zugunsten des Braunkohletagebaus Greifenhain devastiert, 46 Einwohner mussten umgesiedelt werden.

## Lage
Nebendorf lag in der Niederlausitz zwischen Altdöbern und Drebkau. Der Ort wurde 1975 und 1976 zur Braunkohlegewinnung in der Lausitz zugunsten des Braunkohletagebaus Greifenhain abgebaggert. Die Gemarkung von Nebendorf liegt heute im Altdöberner See.

## Geschichte
Nebendorf wurde im Jahr 1527 erstmals urkundlich erwähnt.
Nach dem Wiener Kongress kam die Niederlausitz und somit auch der Ort Nebendorf an das Königreich Preußen. Dort lag der Ort im Landkreis Calau (ab 1950 Landkreis Senftenberg). Am 1. Januar 1926 wurde Nebendorf nach Pritzen eingemeindet. Als Teil der Gemeinde Pritzen wurde Nebendorf am 25. Juli 1952 dem neu gebildeten Kreis Calau im Bezirk Cottbus zugeordnet.
Von 1975 bis 1976 wurde Nebendorf zugunsten des Tagebaus Greifenhain komplett abgebaggert.

## Nachweise
1. ↑  Tabelle der verschwundenen Orte bis 1993. In: umsiedler-schleife.de. Archiviert vom Original (nicht mehr online verfügbar) am 3. April 2017; abgerufen am 2. April 2017.  Info: Der Archivlink wurde automatisch eingesetzt und noch nicht geprüft. Bitte prüfe Original- und Archivlink gemäß Anleitung und entferne dann diesen Hinweis.
2. ↑  Nebendorf in der Datenbank des Vereins für Computergenealogie. Abgerufen am 2. April 2017.
3. ↑  Nebendorf/Njabodojce im Archiv verschwundener Orte. In: archiv-verschwundene-orte.de. Abgerufen am 2. April 2017.
4. ↑  Eva Siebenherz: Untergegangene Orte: Verschwundene Dörfer in Deutschland. Neobooks, 2016, ISBN 978-3-7380-8947-9.